# Sacred and Profane Love
Sacred and Profane Love er en amerikansk stumfilm fra 1921 af William Desmond Taylor.

## Medvirkende
- Elsie Ferguson som Carlotta Peel
- Conrad Nagel som Emilie Diaz
- Thomas Holding som Frank Ispenlove
- Helen Dunbar som Constance Peel
- Winifred Greenwood som Mary Ispenlove
- Raymond Blathwayt som Lord Francis Alcar
- Clarissa Selwynne som Mrs. Sardis
- Howard Gaye som Albert Vicary